# Katholieke Kerk in Equatoriaal-Guinea
De Katholieke Kerk in Equatoriaal-Guinea is een onderdeel van de wereldwijde Katholieke Kerk, onder het geestelijk leiderschap van de paus en de curie in Rome.
In 2005 waren ongeveer 422.000 (87%) van de 485.000 inwoners van Equatoriaal-Guinea lid van de Katholieke Kerk. Equatoriaal-Guinea bestaat uit een enkele kerkprovincie, Malabo, met 3 bisdommen. Een van de bisdommen is het aartsbisdom Malabo waarover de aartsbisschop van Malabo geestelijk leiderschap heeft. De aartsbisschop van Malabo staat als metropoliet aan het hoofd van de kerkprovincie van Equatoriaal-Guinea. Huidig aartsbisschop van Malabo is Ildefonso Obama Obono.
De bisschoppen zijn lid van de bisschoppenconferentie van Equatoriaal-Guinea (Conferencia Episcopal de Guinea Ecuatorial). President van de bisschoppenconferentie is Ildefonso Obama Obono, aartsbisschop van Malabo. Verder is men lid van de Association des Conférences Episcopales de l’Afrique Centrale en de Symposium des Conférences Episcoaples d’Afrique et de Madagascar.
Apostolisch nuntius voor Equatoriaal-Guinea is aartsbisschop José Avelino Bettencourt, die tevens nuntius is voor Kameroen.

## Bisdommen

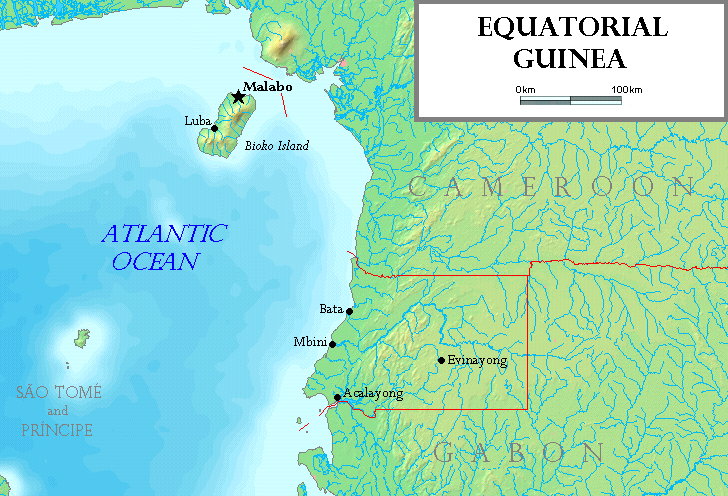
Kaart van Equatoriaal-Guinea

| - Aartsbisdom - Bisdom |

- Malabo
  - Bata
  - Ebebiyín

## Nuntius
- Apostolisch pro-nuntius
  - Aartsbisschop Luigi Poggi (31 oktober 1966 – 21 mei 1969, later kardinaal)
  - Aartsbisschop Ernesto Gallina (16 juli 1969 – 13 maart 1971)
  - Aartsbisschop Jean Jadot (15 mei 1971 – 23 mei 1973)
  - Aartsbisschop Luciano Storero (30 juni 1973 – 14 juli 1976)
  - Aartsbisschop Giuseppe Uhac (7 oktober 1976 – 3 juni 1981)
  - Aartsbisschop Donato Squicciarini (16 september 1981 – 1 juli 1989)
  - Aartsbisschop Santos Abril y Castelló (2 oktober 1989 – 24 februari 1996)
- Apostolisch nuntius
  - Aartsbisschop Félix del Blanco Prieto (4 mei 1996 – 28 juni 1996)
  - Aartsbisschop Eliseo Antonio Ariotti (17 juli 2003 – 5 november 2009)
  - Aartsbisschop Piero Pioppo (25 januari 2010 – 8 september 2017)
  - Aartsbisschop Julio Murat (29 maart 2018 – 9 november 2022)
  - Aartsbisschop José Avelino Bettencourt (sinds 30 augustus 2023)